# Almo Collegio Capranica

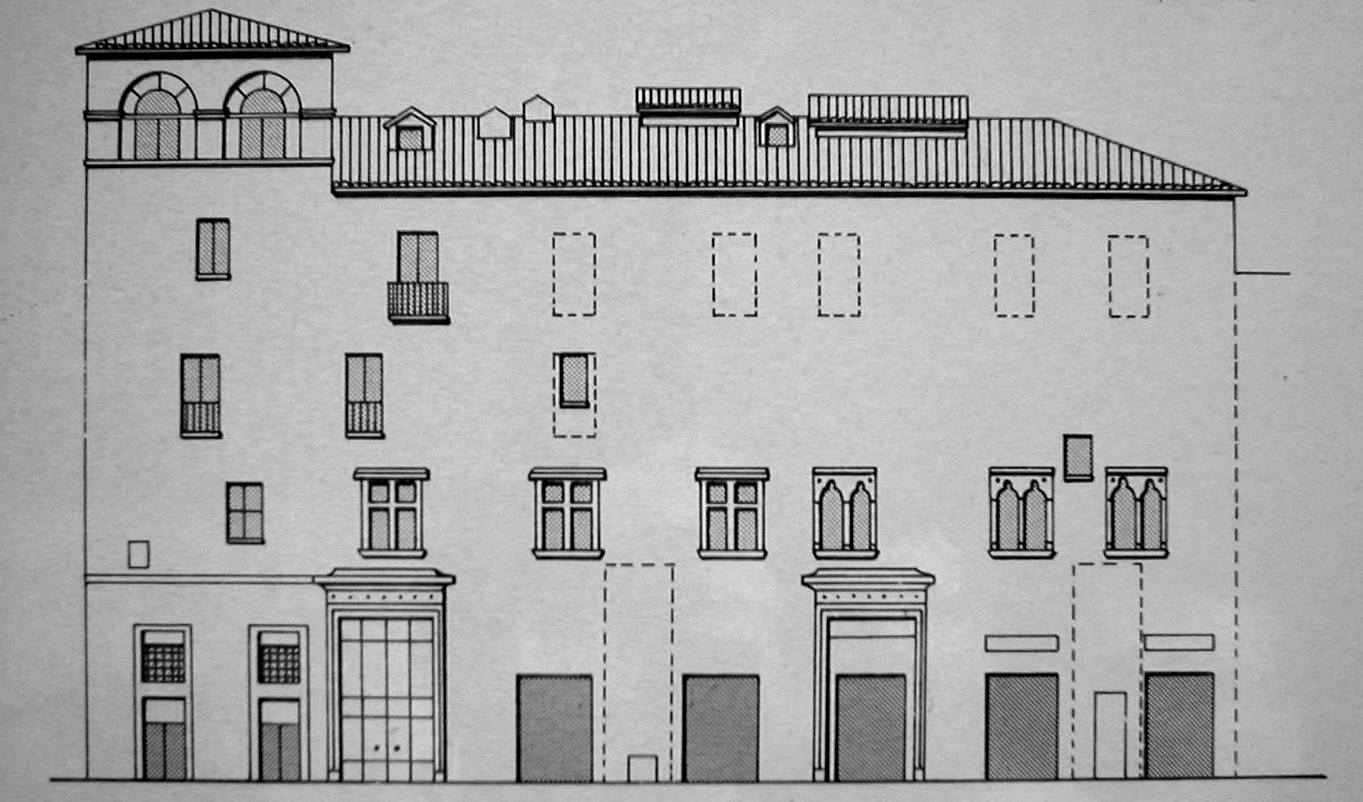
Almo Collegio Capranica (Zeichnung um 1458) in Rom

Das Almo Collegio Capranica (lateinisch Almum Collegium Capranicense, deutsch Ehrwürdiges Kolleg Capranica) ist das bekannteste und älteste Päpstliche Kolleg in Rom, es wurde nach seinem Gründer Domenico Capranica benannt. Die Titulierung „Almo“ bzw. „Almum“ bedeutet „ehrwürdig“ bzw. „lebenspendend“ und weist auf die Kämpfer hin, die während des Sacco di Roma, der Plünderung Roms im Jahr 1527, ihr Leben zur Verteidigung des Papstes opferten. Schutzpatronin des Kolleg Capranica ist die Heilige Agnes von Rom. Es ist das älteste Priesterseminar der Welt.

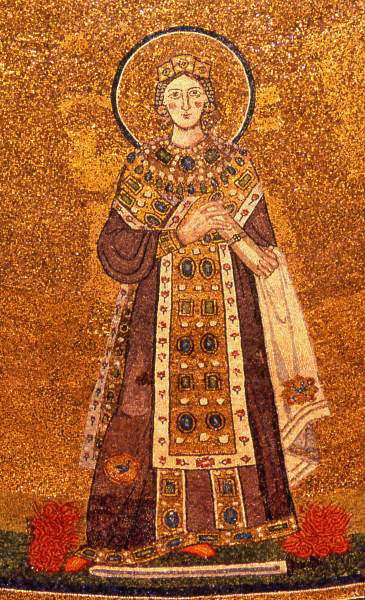
Schutzpatronin Heilige Agnes (Mosaik in der Basilika Sant’Agnese fuori le mura in Rom)

## Geschichte
Kardinal Domenico Capranica (1400–1458) beabsichtigte mit der Errichtung dieses Priesterseminars jungen Menschen der Stadt Rom eine Priesterausbildung anzubieten. Hierbei hatte er an Männer gedacht, die nicht aus den wohlhabenden Familien Roms stammten. Am 5. Januar 1457 wurde das Almo Collegio Capranica gegründet. Capranica stellte die wirtschaftliche und finanzielle Eigenständigkeit sicher und somit konnte die Bildungseinrichtung 1459 für etwa 30 Schüler eröffnet werden. Mit der Leitung des Seminars wurde die „Römische Erzbruderschaft vom Heiligsten Erlöser“, der auch Capranica angehörte, betraut. Papst Sixtus IV. (1471–1484) erteilte 1478 die Genehmigung, das Kolleg am Palazzo Capranica in unmittelbarer Nähe zur Kirche Santa Maria in Aquiro zu errichten. 
Die Priesteramtskandidaten absolvierten ihr Studium an den römischen Universitäten, seit Mitte des 16. Jahrhunderts studierten die Seminaristen am Collegium Romanum, welches von Jesuiten geleitet wurde. Zum ersten Kardinalprotektor des Kollegs wurde 1592 Kardinalbischof von Albano, Michele Bonelli, ernannt. Den Rektor wählten die Schüler für eine einjährige Amtszeit. Mit der von Papst Alexander VII. (1655–1667) durchgeführten Reform änderte sich die Einsetzung des Rektors und ging auf den Heiligen Stuhl über.
Zwischen 1797 und 1807 musste das Kolleg seine Lehrtätigkeit einstellen und begann nach der Französischen Revolution und dem Ende der napoleonischen Herrschaft mit dem Wiederaufbau. Im 19. Jahrhundert entwickelte sich das Institut zu einem hervorragenden akademischen Priesterseminar und kooperierte mit der Päpstlichen Universität Gregoriana und der Päpstlichen Diplomatenakademie. Papst Benedikt XV. (1914–1922), ein ehemaliger Schüler des Collegio Capranica betraute das Seminar 1917 mit der liturgischen Betreuung der Patriarchalbasilika Santa Maria Maggiore. Am 21. Januar 1957, nach einer fast vierjährigen Phase der Umstrukturierung und des Umbaus, wurde das neue Seminar durch Papst Pius XII. (1939–1958) eingeweiht. Eine Neuorientierung und Studienreform nach dem Zweiten Vatikanischen Konzil führte zu einer weiteren theologischen und kulturellen Erneuerung. 1971 setzte Papst Paul VI. (1963–1978) eine neue Leitungsorganisation in Kraft. Das Kolleg wird nun von einer „Bischöflichen Kommission“ geleitet. Papst Johannes Paul II. (1978–2005) approbierte 1982 die neuen Statuten des Kollegs Capranica.

## Ehemalige Seminaristen
| - Papst Benedikt XV. - Papst Pius XII. - Kardinal Bartolomeo Bacilieri - Kardinal Mariano Rampolla del Tindaro - Kardinal Nicolò Marini - Kardinal Aristide Rinaldini - Kardinal Camillo Laurenti - Kardinal Francesco Marchetti Selvaggiani - Kardinal Nicola Canali - Kardinal Luigi Maglione - Kardinal Enrico Dante - Kardinal Clemente Micara - Kardinal Benedetto Aloisi Masella - Kardinal Luigi Traglia - Kardinal Guido Del Mestri - Kardinal Domenico Bartolucci - Kardinal Lorenzo Antonetti - Kardinal Andrea Cordero Lanza di Montezemolo - Kardinal Mario Francesco Pompedda - Kardinal Aloysius Matthew Ambrozic - Kardinal Sergio Sebastiani - Kardinal Renato Raffaele Martino - Kardinal Camillo Ruini - Kardinal Paolo Romeo - Kardinal Pietro Pavan - Kardinal Antonio Vico - Kardinal Alessandro Sanminiatelli Zabarella | - Erzbischof Roland Minnerath - Erzbischof Antonio Buoncristiani - Erzbischof Renato Boccardo - Erzbischof Rino Fisichella - Erzbischof Francesco Alfano - Erzbischof Domenico Sorrentino - Erzbischof Piero Pioppo - Erzbischof Franco Gualdrini - Erzbischof Mansueto Bianchi - Erzbischof Richard John Grecco - Erzbischof Mariano Crociata - Erzbischof Alfonso Carinci, Rektor des Collegio Capranica (1911–1930) - Erzbischof Antonio Iannucci - Erzbischof Michele Pennisi, Rektor des Collegio Capranica (1997–2002) - Erzbischof Eugenio Cecconi - Bischof Giuseppe Orlandoni - Bischof Filippo Santoro - Bischof Pio Vittorio Vigo - Bischof Frederick Colli - Bischof Vincenzo Orofino - Bischof Fausto Tardelli - Bischof Vincezo Apicella - Bischof Claudio Maniago - Weihbischof Paolo Gillet - Kaplan Giuseppe Canovai - Ivan Illich, Literat, Kulturkritiker, Philosoph und Theologe |